# Istorp
Istorp är en kyrkby i Istorps socken i Marks kommun, Västra Götalands län.

## Historia
Mellan 1890 och 1970 fanns det en småskola i Istorp, lydande under namnet Frölichska skolan (vilken i sin tur tillkom genom en donation 1841), tidigare kallad Klockaregårdens småskola. Byggnaden uppfördes under sent 1700-tal eller tidigt 1800-tal och var till en början klockargård, därav namnet. Skolbyggnaden bestod av två klassrumi bottenvåningen och tjänstebostad för läraren på övervåningen. Ingrid Ådahl var den sista läraren i Frölichska skolan. I ett flertal år efter det att skolan upphört användes övervåningen som tjänstebostad åt församlingens diakonissa. Byggnaden står kvar och är idag privatbostad. I staden ligger Istorps kyrka.